# Małe Powiaże
Małe Powiaże – dawna wieś. Obecnie część Oszmiany na Białorusi, w obwodzie grodzieńskim, w rejonie oszmiańskim.

## Historia
W czasach zaborów zaścianek w powiecie oszmiańskim, w guberni wileńskiej Imperium Rosyjskiego
W latach 1921–1945 zaścianek leżał w Polsce, w województwie wileńskim, w powiecie oszmiańskim, w gminie miejskiej Oszmiana.
W 1931 w 6 domach zamieszkiwały 42 osoby.
Wierni należeli do parafii rzymskokatolickiej i prawosławnej w Oszmianie. Miejscowość podlegała pod Sąd Grodzki w Oszmianie i Okręgowy w Wilnie; właściwy urząd pocztowy mieścił się w Oszmianie.
W wyniku napaści ZSRR na Polskę we wrześniu 1939 miejscowość znalazła się pod okupacją sowiecką. 2 listopada została włączona do Białoruskiej SRR. Od czerwca 1941 roku pod okupacją niemiecką. W 1944 miejscowość została ponownie zajęta przez wojska sowieckie i włączona do Białoruskiej SRR.
Od 1991 w składzie niepodległej Białorusi.